# Rusce, Vranje
Rusce (izvirno srbsko Русце) je naselje v Srbiji, ki upravno spada pod Mesto Vranje; slednja pa je del Pčinjskega upravnega okraja.

## Demografija
V naselju, katerega izvirno (srbsko-cirilično) ime je Русце, živi 57 polnoletnih prebivalcev, pri čemer je njihova povprečna starost 38,9 let (36,8 pri moških in 41,7 pri ženskah). Naselje ima 18 gospodinjstev, pri čemer je povprečno število članov na gospodinjstvo 4,06.
To naselje je popolnoma srbsko (glede na rezultate popisa iz leta 2002).
|  |

| Demografija | Demografija     | Demografija     |
| Leto        | Št. prebivalcev | Št. prebivalcev |
| ----------- | --------------- | --------------- |
|             |                 |                 |
|             |                 |                 |
|             |                 |                 |
|             |                 |                 |
| 1948        | 168             |                 |
| 1953        | 177             |                 |
| 1961        | 165             |                 |
| 1971        | 131             |                 |
| 1981        | 124             |                 |
| 1991        | 83              | 83              |
| 2002        | 73              | 73              |
|             |                 |                 |

| Etnična sestava po popisu iz leta 2002 | Etnična sestava po popisu iz leta 2002 | Etnična sestava po popisu iz leta 2002 | Etnična sestava po popisu iz leta 2002 | Etnična sestava po popisu iz leta 2002 |
| -------------------------------------- | -------------------------------------- | -------------------------------------- | -------------------------------------- | -------------------------------------- |
| Srbi                                   | Srbi                                   |                                        | 73                                     | 100,0%                                 |
| Neznano                                | Neznano                                |                                        | 0                                      | 0,0%                                   |